# Future (raper)
Future, właść. Nayvadius DeMun Cash (d. Nayvadius DeMun Wilburn, ur. 20 listopada 1983 w Atlancie) – amerykański raper, piosenkarz, autor tekstów i producent muzyczny. Znany ze swojego mamroczącego wokalu, Future jest uważany za pioniera wykorzystania melodii Auto-Tune w muzyce trap. Ze względu na utrzymującą się popularność tego stylu muzycznego jest powszechnie uważany za jednego z najbardziej wpływowych raperów swojego pokolenia.
Future, urodzony i wychowany w Atlancie w stanie Georgia, podpisał w 2011 roku kontrakt płytowy z wytwórnią Rocko A1 Recordings, która wkrótce potem utworzyła spółkę joint venture z Epic Records. Jego dwa pierwsze albumy studyjne, Pluto (2012) i Honest (2014), spotkały się z uznaniem krytyków i stał się sukcesem komercyjnym, a na nich znalazły się platynowe single: „Turn On the Lights”, „Honest”, „Move That Dope” (z udziałem Pharrella Williamsa i Pushy T) i „I Won” (z udziałem Kanye Westa). Jego kolejne albumy zadebiutowały na szczycie listy US Billboard 200; trzeci DS2 (2015) i czwarty Evol (2016), promowały odpowiednio single „Where Ya At” (z udziałem Drake’a) i „Low Life” (z udziałem The Weeknda). Piąty album Future’a o tym samym tytule i jego kontynuacja, Hndrxx (oba z 2017 roku), uczyniły go pierwszym artystą muzycznym, który wydał dwa projekty, które znalazły się na szczytach list przebojów Billboard 200 w ciągu dwóch kolejnych tygodni – pierwszy z nich zaowocował jego pierwszym singlem w pierwszej dziesiątce listy Billboard Hot 100, „Mask Off”.
Po odejściu z A1 Future wydał albumy The Wizrd (2019) i High Off Life (2020), gdzie ten drugi przyniósł diamentowy singiel „Life Is Good” (z udziałem Drake’a). Future później wystąpił u boku Young Thuga w singlu Drake’a z 2021 roku „Way 2 Sexy”, który stał się jego pierwszą piosenką numer jeden na liście Billboard Hot 100 po rekordowej liczbie 125 wejść. Jego dziewiąty album, I Never Liked You (2022), zawierał singiel „Wait for U” (z udziałem Drake’a i Tems), który stał się jego drugim utworem, który znalazł się na szczycie list przebojów i pierwszym, któremu udało się to jako wiodącemu artyście. Podczas 65. ceremonii wręczenia nagród Grammy piosenka zdobyła nagrodę w kategorii Best Melodic Rap Performance, a album został nominowany w kategorii Best Rap Album. Jego dwa wspólne albumy z producentem muzycznym Metro Boominem – We Don’t Trust You i We Still Don’t Trust You (oba z 2024 roku) kontynuowały serię jego projektów, które znalazły się na pierwszym miejscu na liście Billboard 200; pierwszy z nich zaowocował jego trzecim singlem, który znalazł się na pierwszym miejscu na liście Billboard Hot 100, „Like That” (z Metro Boominem i Kendrickiem Lamarem); piosenka stała się jego pierwszym singlem, który znalazł się na szczycie listy Hot 100 przez wiele tygodni. Następnie Future wydał Mixtape Pluto (2024), swój siedemnasty mixtape, dzięki któremu został pierwszym artystą hiphopowym, którego trzy albumy znalazły się na pierwszym miejscu list przebojów w tym samym roku i w ciągu niespełna sześciu miesięcy.
Future wydał w 2015 roku mixtape’y Beast Mode (z Zaytovenem), 56 Nights (z Southside) i What a Time to Be Alive (z Drakiem), gdzie z tego ostatniego pochodzi singiel „Jumpman”. Wydał pełnometrażowe projekty współpracy: Super Slimey (2017) z Young Thugiem, Wrld on Drugs (2018) z Juice Wrldem i Pluto x Baby Pluto (2020) z Lil Uzi Vertem. Wśród najlepiej sprzedających się muzyków hiphopowych Future zdobył trzy nagrody Grammy z łącznie piętnastu nominacji.

## Kariera

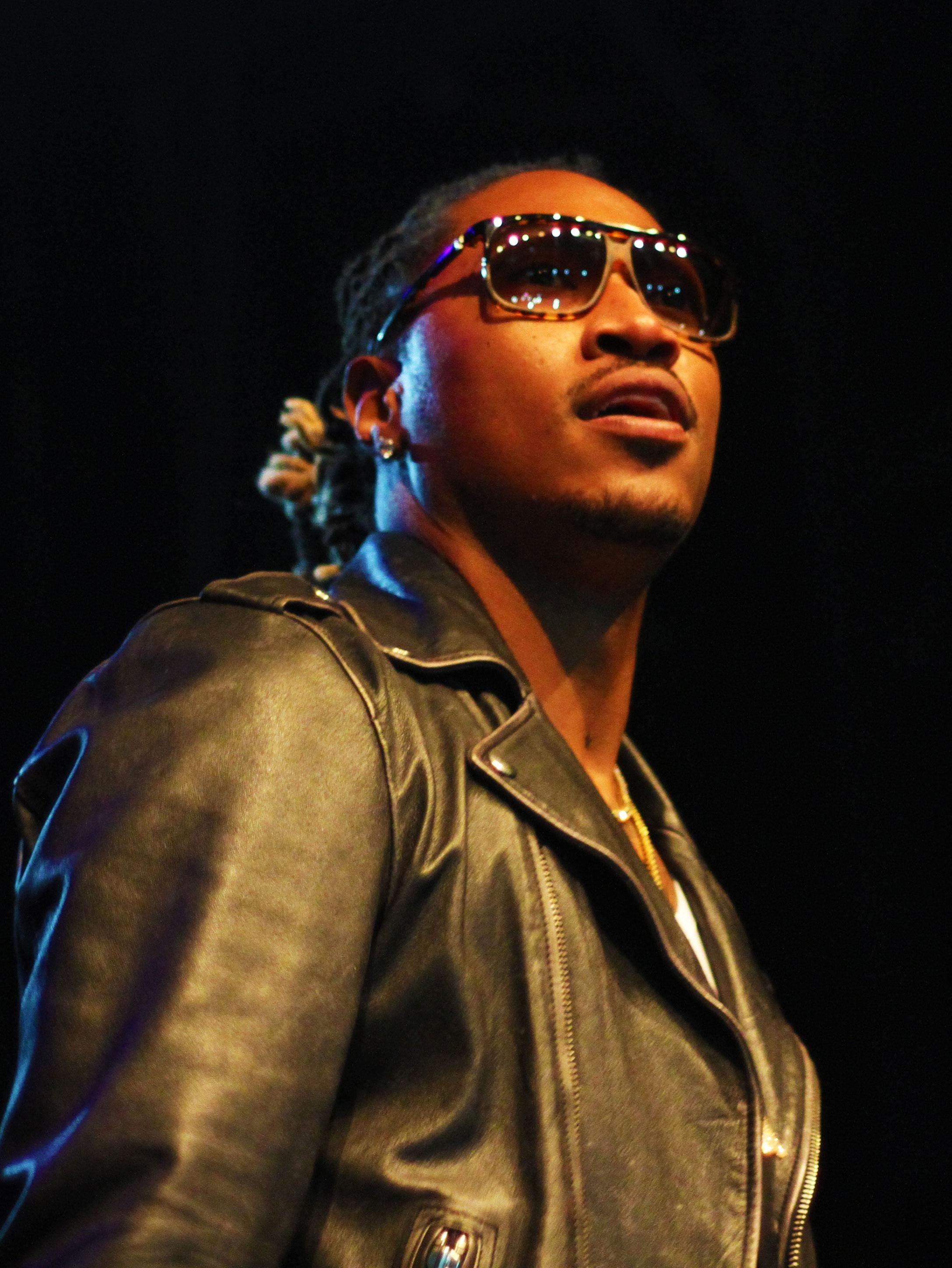
Future podczas Honest Tour w Toronto (2014)

### Młodość i początki kariery
Nayvadius DeMun Wilburn urodził się 20 listopada 1983 w Atlancie w stanie Georgia. Uczęszczał do Columbia High School w Decatur. W wieku szesnastu lat (ca. 1999/2000) Future opisał, jak został postrzelony w rękę i okradziony, co uważa za najważniejszy punkt zwrotny w swoim życiu. Pseudonim rapera wziął się stąd, że był w grupie muzycznej The Dungeon Family, gdzie był nazywany „The Future”. Jego kuzyn, producent muzyczny i członek tej grupy, Rico Wade, zachęcił go do rozpoczęcia kariery rapera. Uczęszczał do Columbia High School. Wkrótce niejaki Rocko z Atlanty, załatwił raperowi kontrakt z jego wytwórnią A-1 Recordings. Od 2010 roku do początku 2011 roku, Future wydał kilka mixtape’ów, m.in. 1000, Dirty Sprite i True Story. Na tym ostatnim znalazł się singiel Tony Montana, który był nawiązaniem do filmu Człowiek z blizną z 1983 roku. W tym czasie Future współpracował również z raperem Gucci Mane’em, co doprowadziło do wydania albumu Free Bricks, był też współtwórcą tekstu piosenki Racks rapera YC.

### 2011–2014:PlutoiHonest
Future podpisał kontrakt z wytwórnią Epic Records we wrześniu 2011 roku, kilka dni przed wydaniem kolejnejnego mixtape’u, Streetz Calling.
Choć Future powiedział MTV, że Streetz Calling będzie jego ostatnim mixtape’em przed wydaniem jego debiutanckiego albumu, kolejny mixtape, Astronaut Status, został wydany w 12 stycznia 2012 roku. W grudniu 2011 roku, Future znalazł się na okładce magazynu FADER. Później pojawił się na okładce XXL Freshmen 2012. Jego debiutancki album Pluto (2012), pierwotnie planowany na styczeń, został ostatecznie wydany 17 kwietnia. Zawierał remiksy Tony Montana z Drakiem i Magic z T.I., który stał się pierwszym singlem Future, który wszedł na listę Billboard Hot 100. Na albumie znaleźli się też m.in. Trae Tha Truth, R. Kelly i Snoop Dogg. 8 października 2012 roku, Pusha T wydał utwór Pain na którym gościnnie pojawił się Future.
Ogłoszono, że Future swój debiutancki album Pluto wyda jeszcze raz 27 listopada 2012 roku, ale pod nazwą Pluto 3D z 3 nowymi utworami i 2 remiksami do Same Damn Time z udziałem Diddy’ego i Ludacrisa, i Neva End z udziałem Kelly Rowland. W 2012 roku Future wystąpił gościnnie w piosence Loveeeeeee Song z siódmego studyjnego albumu Unapologetic barbadoskiej piosenkarki Rihanny.
15 stycznia 2013 roku Future wydał mixtape F.B.G: The Movie na którym znaleźli się artyści, którzy podpisali kontrakt z wytwórnią Freebandz: Young Scooter, Slice9, Casino, Mexico Rann i Maceo. Mixtape otrzymał certyfikat platyny za ponad 250 000 pobrań na popularnej stronie do odsłuchu i pobrań mixtape’ów DatPiff. Future powiedział o swoim drugim studyjnym albumie Future Hendrix, który będzie bardziej merytorycznym muzycznym wydarzeniem niż jego debiutancki album i będzie zawierał muzykę R&B. Album miał zostać wydany w 2013 roku. Na płycie znaleźli się m.in. Kanye West, Rihanna, Ciara, Drake, Kelly Rowland, Jeremih, Diplo i André 3000.
Główny singiel albumu, czyli Karate Chop z Casino, miał premierę 25 stycznia 2013 roku i został wysłany do radia 29 stycznia 2013 r. Piosenka została wyprodukowana przez Metro Boomina. Oficjalny remix, w którym występuje Lil Wayne, został wysłany do radia i wydany w iTunes 19 lutego 2013 roku 7 sierpnia, Future zmienił tytuł swojej drugiego albumu z Future Hendrix na Honest (2014) i ogłosił, że zostanie wydany na 26 listopada 2013 roku. Jednak album został wydany 22 kwietnia 2014 roku, ponieważ, Future miał wtedy grać koncerty z Drakiem na You Would Like Tour.

### 2015–2016:DS2, What a Time To Be AliveiEvol
17 lipca 2015 roku Future wydał mixtape DS2. 20 września 2015 roku opublikował wspólny mixtape z kanadyjskim raperem Drakiem, zatytułowany What a Time to Be Alive. zadebiutował na pierwszym miejscu na liście Billboard 200, po raz pierwszy raperowi udało się zdobyć dwa albumy na pierwszym miejscu w ciągu roku, od kiedy Jay Ze zrobił to jako pierwszy w 2004 roku. Mixtape sprzedał się w ponad 334 000 egzemplarzach w USA. 17 stycznia 2016 roku raper wydał kolejny mixtape, Purple Reign, za główną produkcję odpowiada Metro Boomin i DJ Esco, a także Southside, Zaytoven i inni. 5 lutego 2016 roku Future wydał czwarty album EVOL podczas audycji radiowej Beats 1 We The Best z udziałem Dj-a Khaleda. W 2016 roku Future stał się najszybszym artystą, który zdobył trzy razy pierwsze miejsca na liście Billboard 200 od czasu albumów Glee w 2010 roku.
29 czerwca 2016 roku pojawił się na okładce Rolling Stone.

### 2017–2019:Future, HndrxxiThe Wizrd
14 lutego 2017 Future ogłosił na Instagramie, że jego piąty album Future (2017) zostanie wydany 17 lutego 2017 roku. Dokładnie tydzień później, 24 lutego 2017 roku, Future wydał swój szósty album Hndrxx (2017). Future stał się pierwszym artystą, którego 2 albumy zadebiutowały jednocześnie na liście Billboard 200. Wraz z Edem Sheeranem, pojawił się w piosence End Game amerykańskiej piosenkarki Taylor Swift z jej albumu Reputation. Piosenka znalazła się na 18. miejscu na liście Billboard 100. 20 października 2017 roku we współpracy z Young Thugiem wydał mixtape Super Slimey (2017), który znalazł się na drugim miejscu listy Billboard 200. Future stworzył ścieżką dźwiękową do filmu SuperFly, który ukazał się w czerwcu 2018 roku. 6 lipca, wydał kolejny kolaboracyjny mixtape Beastmode 2 (2018), tym razem z Zaytovenem, który wyprodukował wszystkie piosenki znajdujące się w nim. Beastmode 2 (2018) osiągnął trzecie miejsce na liście Billboard 200.
19 października 2018 roku Future wydał kolaboracyjny album z raperem Juice WRLD o nazwie Future & Juice WRLD Present... WRLD ON DRUGS (2018). Album zadebiutował na drugim miejscu listy Billboard 200 w USA, tuż za A Star Is Born Lady Gagi i Bradleya Coopera, z 98 000 jednostek odpowiadających sprzedaży albumu, co obejmowało 8 000 sprzedaży samych albumów. Wrld On Drugs (2018) zostało dziesiątym albumem Future’a, który objął miejsce w pierwszej dziesiątce listy Billboard 200, a Juice WRLD-a drugim.
18 stycznia 2019 roku Future wydał swój siódmy album studyjny Future Hndrxx Presents: The Wizrd (2019). Album został wydany 11 stycznia na Apple Music. Składa się z 20 piosenek i był promowany przez film dokumentalny The Wizrd. Album otrzymał ogólnie pozytywne recenzje od krytyków i stał się szóstym albumem Future’a, który znalazł się na szczycie w USA, debiutując na pierwszym miejscu listy Billboard 200 ze 125 000 jednostek równoważnych sprzedaży albumu (w tym 15 000 sprzedaży samych albumów).
7 czerwca 2019 roku ukazała się debiutancka EP Future’a, Save Me (2019). Save Me otrzymało mieszane recenzje od krytyków muzycznych i zadebiutowało na piątym miejscu listy Billboard 200.

### 2020–2024:High Off Life,Pluto x Baby Pluto,I Never Liked You,We Don’t Trust YouiWe Still Don’t Trust You
W styczniu 2020 Future wydał dwa single „Life Is Good” i „Desires”, oba w kolaboracji z kanadyjskim raperem Drake. W kwietniu Future ogłosił swój ósmy album studyjny Life Is Good, który tytuł został potem zmieniony na High Off Life (2020). Album został wydany 15 maja 2020 roku. Album zadebiutował na pierwszym miejscu listy US Billboard 200, sprzedając 153 000 egzemplarzy w pierwszym tygodniu, stając się siódmym z rzędu albumem Future, który zadebiutował na pierwszym miejscu. W sierpniu Future wydał kolejny singel „Gucci Bucket Hat”, nagrany z udziałem Pap Chanel i Heriona Young'a.

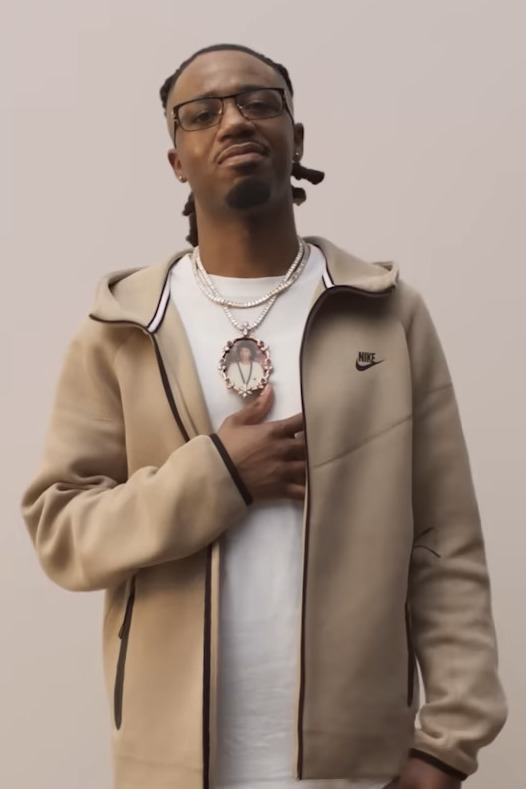
Producent muzyczny Metro Boomin, częsty współpracownik Future’a w 2024 roku

13 listopada 2020 roku Future wydał Pluto x Baby Pluto (2020), wspólny album studyjny z amerykańskim raperem Lil Uzi Vertem, który był jego drugim projektem w tym roku. Album zadebiutował na drugim miejscu na amerykańskiej liście Billboard 200. Dzięki singlowi „Way 2 Sexy” z udziałem Drake’a, Future pobił rekord wpisów na listę Billboard Hot 100, z wynikiem 125 wejść.
W kwietniu 2022 roku Future został uznany przez GQ za „najlepszego żyjącego rapera”. 29 kwietnia 2022 roku Future wydał swój dziewiąty album studyjny I Never Liked You (2022), po tym jak został ogłoszony wcześniej w kwietniu. Future wydał wspólny album We Don’t Trust You (2024) z Metro Boomin 22 marca 2024 roku. Dokładnie trzy tygodnie później, 12 kwietnia 2024 roku, wspomniane duo wydało kolejny album We Still Don’t Trust You (2024) Oba albumy zadebiutowały na szczycie listy Billboard 200 w tygodniu ich wydania. 2 września 2024 roku, Future potwierdził wydanie swojego szesnastego mixtape'u Mixtape Pluto (2024), który został udostępniony na mediach streamingowych 20 września 2024 roku.

## Życie prywatne
Ma czworo dzieci ze związków z czterema kobietami: Jessicą Smith, Brittni Mealy, India J. i Ciarą. W 2013 roku był zaręczony z Ciarą, jednak odwołała ona zaręczyny w sierpniu 2014 roku. 19 maja 2014 roku urodził się ich syn, Future Zahir Wilburn.
W 2016 raper został pozwany przez Jessicę Smith, która wnioskowała o zwiększenie alimentów i zgłaszała, że ich syn „cierpi z powodu problemów emocjonalnych wynikających z lekceważenia przez Future’a jako ojca”. W październiku 2016 roku, sędzia stwierdził, że seria tweetów Future krytykujących Ciarę nie ma związku z 15 milionami dolarów, o które prosiła. W 2019 roku dwie kobiety z Florydy i Teksasu złożyły pozwy o ojcostwo, twierdząc, że Future był ojcem ich córki i syna. W 2020 roku kobieta z Teksasu wycofała pozew o ustalenie ojcostwa.

## Nagrody

### Zdobyte nagrody
Future był wielokrotnie nominowany do różnych nagród. Zdobył w 2016 jedną nagrodę BET Award w kategorii Najlepszy zespół za współpracę z Drakiem; dwie nagrody BET Hip Hop Award za utwory Move That Dope w 2014 i 56 Nights w 2016. Zdobył jedną nagrodę Best Hip Hop Video za utwór DnF.

### Nominacje do nagród
Future był nominowany do nagród: American Music Award, BET Award, BET Hip Hop Award, Billboard Music Award, Grammy, iHeartRadio Music Awards, Much Music Video Awards, MTV Awards i Teen Choice Awards.

## Dyskografia

### Albumy

#### Albumy studyjne
| Tytuł             | Dane dot. albumu                                                                                              | Najwyższa pozycja na listach | Najwyższa pozycja na listach | Najwyższa pozycja na listach | Najwyższa pozycja na listach | Najwyższa pozycja na listach | Najwyższa pozycja na listach | Najwyższa pozycja na listach | Sprzedaż                                    | Certyfikat                                      |
| Tytuł             | Dane dot. albumu                                                                                              | USA                          | AUS                          | CAN                          | FRA                          | NZL                          | SZW                          | UK                           | Sprzedaż                                    | Certyfikat                                      |
| ----------------- | --- | ---------------------------- | ---------------------------- | ---------------------------- | ---------------------------- | ---------------------------- | ---------------------------- | ---------------------------- | ------------------------------------------- | ----------------------------------------------- |
| Pluto             | - Data: 17 kwietnia 2012 - Wydawca: Epic Records, A1 Recordings, Freebandz - Format: CD, LP, digital download | 8                            | —                            | —                            | —                            | —                            | —                            | —                            | - USA: 1 000 000                            | - USA: platyna                                  |
| Honest            | - Data: 22 kwietnia 2014 - Wydawca: Epic Records, A1 Recordings, Freebandz - Format: CD, LP, digital download | 2                            | —                            | 81                           | —                            | —                            | —                            | 78                           | - USA: 500 000                              | - USA: złoto                                    |
| DS2               | - Data: 17 lipca 2015 - Wydawca: Epic Records, A1 Recordings, Freebandz - Format: CD, LP, digital download    | 1                            | —                            | 5                            | 95                           | —                            | —                            | 56                           | - USA: 3 000 000 - UK: 60 000               | - USA: 3× platyna - UK: srebro                  |
| EVOL              | - Data: 6 lutego 2016 - Wydawca: Epic Records, A1 Recordings, Freebandz - Format: LP, digital download, CC    | 1                            | 31                           | 1                            | 43                           | —                            | —                            | 34                           | - USA: 1 000 000                            | - USA: platyna                                  |
| Future            | - Data: 17 lutego 2017 - Wydawca: Epic Records, A1 Recordings, Freebandz - Format: LP, digital download       | 1                            | 42                           | 1                            | 43                           | 33                           | 29                           | 15                           | - USA: 2 000 000 - CAN: 80 000              | - USA: 2× platyna - CAN: platyna - POL: platyna |
| HNDRXX            | - Data: 24 lutego 2017 - Wydawca: Epic Records, A1 Recordings, Freebandz - Format: LP, digital download       | 1                            | 53                           | 1                            | 45                           | 39                           | 24                           | 21                           | - USA: 1 000 000 - UK: 60 000 - CAN: 80 000 | - USA: platyna - UK: srebro - CAN: złoto        |
| The WIZRD         | - Data: 18 stycznia 2019 - Wydawca: Epic Records, Freebandz - Format: CD, LP, digital download, CC            | 1                            | 33                           | 1                            | 26                           | 26                           | 39                           | 16                           | - USA: 500 000                              | - USA: złoto                                    |
| High Off Life     | - Data: 15 maja 2020 - Wydawca: Epic Records, Freebandz - Format: CD, LP, digital download                    | 1                            | 1                            | 15                           | 15                           | 21                           | 57                           | 5                            | - USA: 2 000 000 - CAN: 80 000              | - POL: złoto - USA: 2× platyna - CAN: złoto     |
| I Never Liked You | - Data: 29 kwietnia 2022 - Wydawca: Epic Records, Freebandz - Format: CD, LP, digital download                | 1                            | 1                            | 1                            | 19                           | 1                            | 23                           | 2                            | - USA: 1 000 000 - UK: 60 000 - CAN: 80 000 | - USA: platyna - UK: srebro - CAN: złoto        |

#### Albumy kolaboracyjne
| Tytuł                                     | Dane dot. albumu | Najwyższa pozycja na listach | Najwyższa pozycja na listach | Najwyższa pozycja na listach | Najwyższa pozycja na listach | Najwyższa pozycja na listach | Najwyższa pozycja na listach | Najwyższa pozycja na listach | Sprzedaż     | Certyfikat   |
| Tytuł                                     | Dane dot. albumu | USA                          | CAN                          | FRA                          | IRL                          | NZL                          | SZW                          | UK                           | Sprzedaż     | Certyfikat   |
| ----------------------------------------- | --- | ---------------------------- | ---------------------------- | ---------------------------- | ---------------------------- | ---------------------------- | ---------------------------- | ---------------------------- | ------------ | ------------ |
| Pluto x Baby Pluto (z Lil Uzi Vert)       | - Data: 13 listopada 2020 - Wydawca: Epic Records, Atlantic Records, Generation Now, Freebandz - Format: CD, LP, digital download                          | 2                            | 5                            | 57                           | 28                           | 29                           | 33                           | 39                           | - USA: 5 500 | - CAN: złoto |
| We Don’t Trust You (z Metro Boomin)       | - Data: 22 marca 2024 - Wydawca: Wilburn Holding Co., Boominati Worldwide, Epic Records, Republic Records, Freebandz - Format: LP, digital download        | 1                            | 1                            | 4                            | 4                            | 1                            | 3                            | 2                            | - USA: 4 500 | - POL: złoto |
| We Still Don’t Trust You (z Metro Boomin) | - Data: 12 kwietnia 2024 - Wydawca: Wilburn Holding Co., Boominati Worldwide, Epic Records, Republic Records, Freebandz - Format: CD, LP, digital download | 1                            | 2                            | 12                           | 15                           | 6                            | 33                           | 11                           | - USA: 2 500 |              |

#### Ponownie wydane albumy
| Tytuł    | Dane dot. albumu                                                                                           | Najwyższa pozycja na listach |
| Tytuł    | Dane dot. albumu                                                                                           | USA                          |
| -------- | --- | ---------------------------- |
| Pluto 3D | - Data: 12 listopada 2012 - Wydawca: Epic Records, A1 Recordings, Freebandz - Format: CD, digital download | —                            |

### Mixtape’y
| Tytuł                           | Dane dot. albumu | Najwyższa pozycja na listach |
| Tytuł                           | Dane dot. albumu | USA                          |
| ------------------------------- | --- | ---------------------------- |
| 1000                            | - Data: 24 maja 2010 - Wydawca: A1 Recordings, Freebandz - Format: CD, LP, digital download                            | —                            |
| Kno Mercy                       | - Data: 8 listopada 2010 - Wydawca: A1 Recordings, Freebandz - Format: CD, LP, digital download                        | —                            |
| Dirty Sprite                    | - Data: 11 stycznia 2011 - Wydawca: A1 Recordings, Freebandz - Format: LP, digital download                            | —                            |
| True Story                      | - Data: 9 czerwca 2011 - Wydawca: A1 Recordings, Freebandz - Format: CD, LP, digital download                          | —                            |
| FDU & Freebandz                 | - Data: 17 czerwca 2011 - Wydawca: FDU Entertainment, Freebandz - Format: CD, LP, digital download                     | —                            |
| Free Bricks                     | - Data: 29 lipca 2011 - Wydawca: A1 Recordings, 1017 Records, Freebandz - Format: LP, digital download                 | —                            |
| Streetz Calling                 | - Data: 9 września 2011 - Wydawca: A1 Recordings, Freebandz - Format: CD, LP, digital download                         | —                            |
| FDU & Freebandz: Reloaded       | - Data: 31 października 2011 - Wydawca: A1 Recordings, FDU Entertainment, Freebandz - Format: CD, LP, digital download | —                            |
| Astronaut Status                | - Data: 12 stycznia 2012 - Wydawca: A1 Recordings, Freebandz - Format: CD, LP, digital download                        | —                            |
| F.B.G: The Movie                | - Data: 15 stycznia 2013 - Wydawca: Freebandz - Format: CD, LP, digital download                                       | —                            |
| Black Woodstock: The Soundtrack | - Data: 20 kwietnia 2013 - Wydawca: Freebandz - Format: LP, digital download                                           | —                            |
| No Sleep                        | - Data: 17 grudnia 2013 - Wydawca: Freebandz - Format: CD, LP, digital download                                        | —                            |
| Monster                         | - Data: 28 października 2014 - Wydawca: Freebandz - Format: CD, LP, digital download                                   | 120                          |
| Beast Mode                      | - Data: 15 stycznia 2015 - Wydawca: Freebandz - Format: LP, digital download                                           | —                            |
| 56 Nights                       | - Data: 21 marca 2015 - Wydawca: Freebandz - Format: LP, digital download                                              | —                            |
| Purple Reign                    | - Data: 17 stycznia 2016 - Wydawca: Freebandz - Format: LP, digital download                                           | —                            |
| Mixtape Pluto                   | - Data: 17 stycznia 2016 - Wydawca: Epic Records, Freebandz - Format: CD, LP, digital download                         | —                            |

#### Mixtape’y kolaboracyjne
| Tytuł                             | Dane dot. albumu | Najwyższa pozycja na listach | Najwyższa pozycja na listach | Najwyższa pozycja na listach | Najwyższa pozycja na listach | Najwyższa pozycja na listach | Najwyższa pozycja na listach | Najwyższa pozycja na listach | Sprzedaż                                     | Certyfikat                                   |
| Tytuł                             | Dane dot. albumu | USA                          | AUS                          | CAN                          | FRA                          | NZL                          | SZW                          | UK                           | Sprzedaż                                     | Certyfikat                                   |
| --------------------------------- | --- | ---------------------------- | ---------------------------- | ---------------------------- | ---------------------------- | ---------------------------- | ---------------------------- | ---------------------------- | -------------------------------------------- | -------------------------------------------- |
| What A Time To Be Alive (z Drake) | - Data: 20 września 2015 - Wydawca: Epic Records, Republic Records, Young Money, Cash Money, A1 Recordings, Freebandz - Format: LP, streaming, digital download | 1                            | 4                            | 1                            | 34                           | 9                            | 36                           | 6                            | - USA: 2 000 000 - UK: 100 000 - CAN: 80 000 | - USA: 2× platyna - UK: złoto - CAN: platyna |
| Super Slimey (z Young Thug)       | - Data: 20 października 2017 - Wydawca: Epic Records, YSL Records, 300 Entertainment Freebandz, Atlantic Records - Format: Streaming, digital download          | 2                            | 35                           | 5                            | 41                           | 32                           | 28                           | 23                           | - USA: 15 000                                |                                              |
| BEASTMODE 2 (z Zaytoven)          | - Data: 6 lipca 2018 - Wydawca: Epic Records, Freebandz - Format: CD, streaming, digital download                                                               | 3                            | —                            | 13                           | —                            | —                            | —                            | 55                           |                                              |                                              |
| WRLD ON DRUGS (z Juice WRLD)      | - Data: 19 października 2018 - Wydawca: Epic Records, Interscope Records, Freebandz, Grade A - Format: Streaming, digital download                              | 2                            | 28                           | 5                            | 85                           | 28                           | 17                           | 23                           | - USA: 1 000 000 - UK: 60 000 - CAN: 40 000  | - USA: platyna - UK: srebro - CAN: złoto     |

### EP
| Tytuł                                        | Dane dot. albumu                                                                                          | Najwyższa pozycja na listach | Najwyższa pozycja na listach | Najwyższa pozycja na listach | Najwyższa pozycja na listach | Najwyższa pozycja na listach | Najwyższa pozycja na listach | Najwyższa pozycja na listach | Sprzedaż | Certyfikat |
| Tytuł                                        | Dane dot. albumu                                                                                          | USA                          | AUS                          | CAN                          | FRA                          | NZL                          | SZW                          | UK                           | Sprzedaż | Certyfikat |
| -------------------------------------------- | --- | ---------------------------- | ---------------------------- | ---------------------------- | ---------------------------- | ---------------------------- | ---------------------------- | ---------------------------- | -------- | ---------- |
| Free Bricks 2: Zone 6 Edition (z Gucci Mane) | - Data: 14 listopada 2016 - Wydawca: 1017 Records, Freebandz - Format: digital download                   | —                            | —                            | —                            | —                            | —                            | —                            | —                            |          |            |
| SAVE ME                                      | - Data: 20 października 2017 - Wydawca: Epic Records, Freebandz - Format: LP, streaming, digital download | 5                            | —                            | 27                           | 154                          | —                            | —                            | 59                           |          |            |